# 瑟韋尼鄉 (雅洛米察縣)
44°36′00″N 27°38′00″E / 44.6°N 27.6333°E
瑟韋尼鄉（羅馬尼亞語：Comuna Săveni, Ialomița），是羅馬尼亞的鄉份，位於該國南部，由雅洛米察縣負責管轄，面積93平方公里，海拔高度12米，2007年人口3,427，人口密度每平方公里37人。